# Yuto Nagatomo
Yuto Nagatomo (長友 佑都 Nagatomo Yūto), född den 12 september 1986, är en japansk fotbollsspelare som spelar för FC Tokyo. Han representerar även det japanska landslaget.

## Klubbkarriär
Den 31 januari 2018 lånades Nagatomo ut till Galatasaray på ett låneavtal över resten av säsongen 2017/2018. Den 30 juni 2018 blev han klar för en permanent övergång till Galatasaray. Efter säsongen 2019/2020 lämnade Nagatomo klubben. Den 31 augusti 2020 värvades Nagatomo av franska Marseille, där han skrev på ett ettårskontrakt. Den 12 september 2021 återvände Nagatomo på fri transfer till FC Tokyo.

## Landslagskarriär
I november 2022 blev Nagatomo uttagen i Japans trupp till VM 2022.